# I Wanna Be with You
"I Wanna Be with You" é o segundo álbum da cantora estadunidense Mandy Moore, lançado em 9 de maio de 2000 pela Epic Records quando ela tinha 16 anos, seis meses depois do primeiro álbum. Essa foi a versão internacional do álbum de estreia de Moore, So Real (que só foi lançado em alguns países), incluindo as canções desse álbum, algumas versões remixadas, junto com novas faixas que foram produzidas especialmente para esta versão.
O álbum vendeu 805.000 mil cópias nos Estados Unidos, e recebeu certificado de ouro.

## Singles
| Críticas profissionais | Críticas profissionais |
| Avaliações da crítica  | Avaliações da crítica  |
| Fonte                  | Avaliação              |
| ---------------------- | ---------------------- |
| allmusic               | [ 2 ]                  |

O primeiro e único single lançado, de mesmo nome do álbum, teve um bom desempenho nas paradas americanas, atingindo a 24ª posição na Billboard Hot 100, melhor posição alcançada por Mandy até hoje. Também fez muito sucesso na Austrália, onde recebey certificado de ouro pela ARIA. A gravadora relançou "Walk Me Home", porém, novamente, teve um baixo desempenho.

## Faixas
| N.º            | Título                                                | Compositor(es)                                | Duração |  |
| 1.             | "I Wanna Be with You"                                 | Tiffany Arbuckle, Shelly Peiken, Keith Thomas | 4:16    |  |
| 2.             | "Everything My Heart Desires" (Cover de Adam Rickitt) | J. Pederson, K. Dahlgoord, Michael Jay        | 3:41    |  |
| 3.             | "Want You Back"                                       | L. Lindenbergh, P. Mansson                    | 3:18    |  |
| 4.             | "The Way to My Heart"                                 | Dahlgaard, Pederson, P. Rein                  | 3:39    |  |
| 5.             | "So Real (Wade Robson Remix)"                         | Tony Battaglia, Shaun Fisher                  | 3:44    |  |
| 6.             | "Lock Me in Your Heart"                               | Battaglia, Fisher                             | 3:33    |  |
| 7.             | "Walk Me Home"                                        | Tony Moran                                    | 4:22    |  |
| 8.             | "I Like It"                                           | H. Dorough, M. Lorello, Moran, Rich           | 4:26    |  |
| 9.             | "So Real"                                             | Battaglia, Fisher                             | 3:50    |  |
| 10.            | "Candy (Wade Robson Remix)"                           | Battaglia, Jive Jones, D. Katz, Rich          | 3:38    |  |
| 11.            | "Your Face"                                           | David Rice, Mark Stevens                      | 4:17    |  |
| 12.            | "I Wanna Be with You (Soul Solution Remix)"           | Arbuckle, Peiken, Thomas                      | 4:19    |  |
| Duração total: | Duração total:                                        | Duração total:                                | 47:08   |  |

| Edição Europeia |                                                |         |  |
| N.º             | Título                                         | Duração |  |
| 1.              | "I Wanna Be with You"                          | 4:16    |  |
| 2.              | "Candy"                                        | 3:55    |  |
| 3.              | "What You Want"                                | 3:41    |  |
| 4.              | "So Real"                                      | 3:50    |  |
| 5.              | "Everything My Heart Desires"                  | 3:41    |  |
| 6.              | "Want You Back"                                | 3:18    |  |
| 7.              | "The Way to My Heart"                          | 3:40    |  |
| 8.              | "Lock Me in Your Heart"                        | 3:32    |  |
| 9.              | "Telephone (Interlude)/Quit Breaking My Heart" | 4:08    |  |
| 10.             | "Walk Me Home"                                 | 4:23    |  |
| 11.             | "Love You for Always"                          | 3:21    |  |
| 12.             | "I Like It"                                    | 4:26    |  |
| 13.             | "Your Face"                                    | 4:18    |  |

| Edição Japonesa |                                          |         |  |
| N.º             | Título                                   | Duração |  |
| 1.              | "I Wanna Be with You"                    | 4:13    |  |
| 2.              | "Candy"                                  | 3:54    |  |
| 3.              | "So Real"                                | 3:49    |  |
| 4.              | "Want You Want"                          | 3:42    |  |
| 5.              | "Walk Me Home"                           | 4:22    |  |
| 6.              | "Lock Me In Your Heart"                  | 3:31    |  |
| 7.              | "Telephone (Interlude)"                  | 0:15    |  |
| 8.              | "Quit Breaking My Heart"                 | 3:52    |  |
| 9.              | "Let Me Be the One" (Cover de Five Star) | 3:48    |  |
| 10.             | "Not Too Young"                          | 3:50    |  |
| 11.             | "I Like It"                              | 4:25    |  |
| 12.             | "Love You Always"                        | 3:21    |  |
| 13.             | "Everything My Heart Desires"            | 3:41    |  |
| 14.             | "Want You Back"                          | 3:18    |  |
| 15.             | "The Way to My Heart"                    | 3:39    |  |
| 16.             | "Your Face"                              | 4:17    |  |
| 17.             | "Quit Breaking My Heart (Reprise)"       | 1:00    |  |

## Paradas Musicais
| Paradas (2000)           | Posição |
| ------------------------ | ------- |
| Australian Albums Chart  | 55      |
| New Zealand Albums Chart | 6       |
| UK Albums Chart          | 52      |
| Billboard 200            | 21      |
| Japan Albuns             | 49      |

## Certificações
| País                  | Certificação | Vendas   |
| --------------------- | ------------ | -------- |
| Estados Unidos (RIAA) | Ouro         | 805,000^ |